# Amsterdam (1763)
De Amsterdam was een linieschip van de Admiraliteit van Amsterdam met een bewapening van 60-68 stukken vernoemd naar de stad Amsterdam. Van 1763 to 1780 bevond het schip zich in de Middellandse Zee. Na van 1763 to 1795 dienst te hebben gedaan bij de Admiraliteit werd het schip in 1795 afgevoerd.